# Ohromné maličkosti
Ohromné maličkosti (anglicky Tremendous trifles) je kniha anglického novináře a spisovatele G. K. Chestertona z roku 1909. Jedná se o sbírku 12 esejistických povídek, které se většinou zabývají překvapivými pohledy na zdánlivě obyčejné každodenní věci. Všechny eseje nejdříve vyšly v časopise Daily News. Autor v předmluvě píše, že jeho snahou je pomoci k tomu, aby si čtenáři cvičili zrak, dokud se nenaučí vnímat ohromné maličkosti rozseté po celém světě.
V češtině vyšla tato kniha poprvé v roce 1925, v roce 1976 vyšla znovu a byla spojena s knihou Obrany od stejného autora.

## Seznam povídek
- Ohromné maličkosti
- Kus křídy
- Tajemný vlak
- O ležení v posteli
- Dvanáct mužů
- Co jsem našel v kapse
- Záhada břečťanu
- Jízda na státní útraty
- Loutkové divadlo
- Dvoupencová tragédie
- Historie tak trochu nepravděpodobná
- Strašidelný krámek